# Градац (крепољински)
Утврђење Градац је археолошки локалитет средњовековног утврђења које представља непокретно културно добро као археолошко налазиште.

## Положај
Утврђење се налази седам километара источно од Крепољина на узвишењу које доминира долином Млаве, на почетном делу Горњачко-рибарске клисуре, на месту где Млава прави велику окуку, пробијајући се око кршевитих литица Ђуле.
Повољан положај за контролу пута, који је долином Млаве водио у рудоносне крајеве Источне Србије, одређивао је стратешки значај овог утврђења, а конфигурација терена је утицала на његов неправилан облик прилагођен литицама, које су га штитиле са три стране. Најприступачнији је био прилаз са југозапада.

## Опис утврђења
Због густог растиња и неприступачности врло су слабо видљиви бедеми и пратећи објекти, а вероватно је постојало и подграђе. Камени бедеми утврђења дебели су око једног метра. Археолошким истраживањима 1981. године обухваћена је само црква скромних димензија 9,85 х 4,75m очувана до висине од једног метра, која се налази на источном ободу утврђења. Великим делом је пре истраживања била опљачкана и уништена од стране трагача за благом. Имала је једнобродну основу са полукружном апсидом на истоку и припратом на западу. На зидовима су очувани трагови живописа, а у припрати две зидане гробнице, у којима су вероватно били сахрањени ктитори цркве. Зидана је директно на стени, са видљивим траговима старијег објекта.
За поуздано датовање читавог утврђења и саме цркве биће неопходна додатна истраживања читавог комплекса. На основу постојећих скромних података, претпоставља се да је коришћено са прекидима од рановизантијског до позно средњовековног периода.